# T.D. Crittenden
Pour les articles homonymes, voir Crittenden.
T.D. Crittenden est un acteur américain de l'ère du cinéma muet, né Trockwood Dwight Crittendon le 27 septembre 1878 à Oakland (Californie) et mort assassiné le 17 février 1938 à Los Angeles (Californie).
Il épousa Elizabeth Kendall Bailey en 1919 et le couple resta uni jusqu'à la mort de Crittenden en 1938. De leur union naquit un enfant.

## Filmographie partielle
Il apparut dans 69 films, entre 1912 et 1924, parmi lesquels :
- 1915 : When the Gods Played a Badger Game
- 1915 : All for Peggy (en) de Joseph De Grasse
- 1915 : The Trust
- 1915 : Lord John's Journal
- 1915 : Lord John in New York
- 1916 : The Mark of Cain de Joseph De Grasse
- 1916 : The Isle of Life
- 1917 : The Fighting Gringo de Fred A. Kelsey
- 1917 : The Honor of an Outlaw
- 1917 : The Gray Ghost
- 1919 : Dans les bas-fonds (The Hoodlum)
- 1920 : Métempsycose (The Star Rover), d'Edward Sloman
- 1921 : A Tale of Two Worlds de Frank Lloyd